# Conyza leucantha
Conyza leucantha là một loài thực vật có hoa trong họ Cúc. Loài này được (D.Don) Ludlow & Raven mô tả khoa học đầu tiên năm 1963.